# Kanton Verneuil-sur-Seine
Der Kanton Verneuil-sur-Seine ist seit 2015 ein französischer Wahlkreis in den Arrondissements Saint-Germain-en-Laye und Versailles im Département Yvelines in der Region Île-de-France. Hauptort ist Verneuil-sur-Seine.

## Gemeinden
Der Kanton besteht aus 13 Gemeinden mit insgesamt 74.585 Einwohnern (Stand: 1. Januar 2022) auf einer Gesamtfläche von 118,26 km²:
| Gemeinde                  | Einwohner 1. Januar 2022 | Fläche km² | Dichte Einw./km² | Code INSEE | Postleitzahl | Arrondissement        |
| ------------------------- | ------------------------ | ---------- | ---------------- | ---------- | ------------ | --------------------- |
| Crespières                | 1.717                    | 14,91      | 115              | 78189      | 78121        | Saint-Germain-en-Laye |
| Davron                    | 282                      | 5,95       | 47               | 78196      | 78810        | Saint-Germain-en-Laye |
| Feucherolles              | 3.038                    | 12,85      | 236              | 78233      | 78810        | Saint-Germain-en-Laye |
| Les Alluets-le-Roi        | 1.332                    | 7,39       | 180              | 78010      | 78580        | Saint-Germain-en-Laye |
| Médan                     | 1.305                    | 2,85       | 458              | 78384      | 78670        | Saint-Germain-en-Laye |
| Morainvilliers            | 3.102                    | 7,24       | 428              | 78431      | 78630        | Saint-Germain-en-Laye |
| Noisy-le-Roi              | 7.597                    | 5,43       | 1.399            | 78455      | 78590        | Versailles            |
| Orgeval                   | 7.092                    | 15,33      | 463              | 78466      | 78630        | Saint-Germain-en-Laye |
| Saint-Nom-la-Bretèche     | 4.877                    | 11,74      | 415              | 78571      | 78860        | Saint-Germain-en-Laye |
| Triel-sur-Seine           | 12.386                   | 13,58      | 912              | 78624      | 78510        | Saint-Germain-en-Laye |
| Verneuil-sur-Seine        | 16.112                   | 9,43       | 1.709            | 78642      | 78480        | Saint-Germain-en-Laye |
| Vernouillet               | 9.953                    | 6,48       | 1.536            | 78643      | 78540        | Saint-Germain-en-Laye |
| Villennes-sur-Seine       | 5.792                    | 5,08       | 1.140            | 78672      | 78570        | Saint-Germain-en-Laye |
| Kanton Verneuil-sur-Seine | 74.585                   | 118,26     | 631              | 7819       | –            | –                     |